# Rafa Mújica
Rafael Sebastián Mújica García, noto semplicemente come Rafa Mújica (Las Palmas de Gran Canaria, 29 ottobre 1998), è un calciatore spagnolo, attaccante dell'Al-Sadd.

## Carriera

### Club

#### Inizi e Barcellona
Cresciuto nelle giovanili della squadra della sua città, il Las Palmas, nel 2015 viene acquistato dal Barcellona, che lo aggrega al proprio settore giovanile. Debutta con la seconda squadra il 27 marzo 2016, in occasione dell'incontro di Segunda División B vinto per 2-0 in casa della Llosetense. Realizza la sua prima rete con la seconda squadra dei Blaugrana il 9 aprile seguente, nell'incontro perso per 1-3 contro il Sabadell.
Il 31 gennaio 2018 viene ceduto in prestito al Cornellà, in terza divisione, fino al termine della stagione.

#### Leeds United e prestiti
Dopo aver risolto il contratto che lo legava al Barcellona, il 4 luglio 2019 viene acquistato dal Leeds United, firmando un contratto valido fino al 2022.
Un mese dopo, il 23 agosto, viene girato in prestito all'Extremadura UD. Tuttavia, il 23 gennaio 2020, il prestito viene interrotto e il giorno successivo viene ceduto con la stessa formula al Villarreal, che lo aggrega alla propria squadra riserve.
Il 26 agosto 2020 viene prestato al Real Oviedo. Nel gennaio 2021, però, fa rientro alla base e il 1º febbraio successivo viene ceduto a titolo temporaneo al Las Palmas.

#### Las Palmas
Il 2 luglio 2021 viene acquistato a titolo definitivo dal Las Palmas.

#### Arouca
Il 21 giugno 2022 viene ingaggiato dall'Arouca, firmando un contratto biennale con opzione aggiuntiva di un altro anno.

### Nazionale
Nel 2016 ha giocato 2 partite con la nazionale spagnola Under-19.

## Statistiche

### Presenze e reti nei club
Statistiche aggiornate al 26 febbraio 2025.
| Stagione            | Squadra             | Campionato          | Campionato | Campionato | Coppe nazionali | Coppe nazionali | Coppe nazionali | Coppe continentali | Coppe continentali | Coppe continentali | Altre coppe | Altre coppe | Altre coppe | Totale | Totale |
| Stagione            | Squadra             | Comp                | Pres       | Reti       | Comp            | Pres            | Reti            | Comp               | Pres               | Reti               | Comp        | Pres        | Reti        | Pres   | Reti   |
| ------------------- | ------------------- | ------------------- | ---------- | ---------- | --------------- | --------------- | --------------- | ------------------ | ------------------ | ------------------ | ----------- | ----------- | ----------- | ------ | ------ |
| 2015-2016           | Barcellona B        | SDB                 | 6          | 1          |                 | -               | -               |                    | -                  | -                  |             | -           | -           | 6      | 1      |
| 2016-2017           | Barcellona B        | SDB                 | 18         | 2          |                 | -               | -               |                    | -                  | -                  |             | -           | -           | 18     | 2      |
| 2017-gen. 2018      | Barcellona B        | SD                  | 3          | 0          |                 | -               | -               |                    | -                  | -                  |             | -           | -           | 3      | 0      |
| gen.-giu. 2018      | Cornellà            | SDB                 | 14+2       | 5+1        |                 | -               | -               |                    | -                  | -                  |             | -           | -           | 16     | 6      |
| 2018-2019           | Barcellona B        | SDB                 | 33         | 7          |                 | -               | -               |                    | -                  | -                  |             | -           | -           | 33     | 7      |
| Totale Barcellona B | Totale Barcellona B | Totale Barcellona B | 60         | 10         |                 | -               | -               |                    | -                  | -                  |             | -           | -           | 60     | 10     |
| 2019-gen. 2020      | Extremadura UD      | SD                  | 7          | 0          | CR              | 1               | 0               |                    | -                  | -                  |             | -           | -           | 8      | 0      |
| gen.-giu. 2020      | Villarreal B        | SDB                 | 7          | 4          |                 | -               | -               |                    | -                  | -                  |             | -           | -           | 7      | 4      |
| 2020-gen. 2021      | Real Oviedo         | SD                  | 4          | 0          | CR              | 1               | 2               |                    | -                  | -                  |             | -           | -           | 5      | 2      |
| gen.-giu. 2021      | Las Palmas          | SD                  | 13         | 1          | CR              | -               | -               |                    | -                  | -                  |             | -           | -           | 13     | 1      |
| 2021-2022           | Las Palmas          | SD                  | 14+2       | 1+0        | CR              | 1               | 0               |                    | -                  | -                  |             | -           | -           | 17     | 1      |
| Totale Las Palmas   | Totale Las Palmas   | Totale Las Palmas   | 27+2       | 2+0        |                 | 1               | 0               |                    | -                  | -                  |             | -           | -           | 30     | 2      |
| 2022-2023           | Arouca              | PL                  | 27         | 8          | CP+CdL          | 1+4             | 3+3             |                    | -                  | -                  |             | -           | -           | 32     | 14     |
| 2023-2024           | Arouca              | PL                  | 30         | 20         | CP+CdL          | 2+2             | 1+1             | UECL               | 2                  | 1                  |             | -           | -           | 36     | 23     |
| Totale Arouca       | Totale Arouca       | Totale Arouca       | 57         | 28         |                 | 9               | 8               |                    | 2                  | 1                  |             | -           | -           | 68     | 37     |
| 2024-2025           | Al-Sadd             | QSL                 | 13         | 14         | QSC+EQC         | 0+0             | 0+0             | ACL                | 4                  | 0                  | SS          | 1           | 0           | 18     | 14     |
| Totale carriera     | Totale carriera     | Totale carriera     | 193        | 65         |                 | 12              | 10              |                    | 6                  | 1                  |             | 1           | 0           | 212    | 76     |

## Palmarès
- Campionato qatariota: 1

Al-Sadd: 2024-2025